# Lemma fondamentale del calcolo delle variazioni
In matematica, in particolare nel calcolo delle variazioni, il Lemma fondamentale del calcolo delle variazioni è un lemma che consente di trasformare un problema di variazioni dalla forma debole (variazionale) alla forma forte (differenziale), al fine di poter applicare tutti gli strumenti matematici del calcolo differenziale al problema.
Un importante esempio di applicazione del lemma è la derivazione delle equazioni di Eulero-Lagrange dal principio variazionale di Hamilton.

## Enunciato
Sia {\displaystyle f(x)} una funzione di classe {\displaystyle C^{0}} in un intervallo {\displaystyle (x_{1},x_{2})} tale che
{\displaystyle \int _{x_{1}}^{x_{2}}f(x)h(x)dx=0}
per ogni funzione {\displaystyle h(x)\in C^{1}(x_{1},x_{2})} ammissibile (che implica il fatto che {\displaystyle h(x_{1})=h(x_{2})=0}). Allora {\displaystyle f(x)\equiv 0}, ovvero {\displaystyle f} è identicamente nulla in {\displaystyle (x_{1},x_{2})}.

## Dimostrazione
Supponiamo per assurdo che esista {\displaystyle x_{0}} per cui {\displaystyle f(x_{0})>0}. Allora, essendo f continua, per il teorema di permanenza del segno esiste un intorno di {\displaystyle x_{0}} in cui {\displaystyle f(x)>0}, ovvero esiste {\displaystyle \tau >0} tale che {\displaystyle f(x)>0} per ogni x tale che {\displaystyle |x-x_{0}|<\tau }. Sia allora 
{\displaystyle h(x)={\begin{cases}(x-x_{0}-\tau )^{2}(x-x_{0}+\tau )^{2}&|x-x_{0}|<\tau \\0&{\mbox{altrove}}\end{cases}}}
che è evidentemente continua e derivabile in {\displaystyle (x_{1},x_{2})}. Abbiamo che
{\displaystyle \int _{x_{1}}^{x_{2}}f(x)h(x)dx=\int _{x_{0}-\tau }^{x_{0}+\tau }f(x)(x-x_{0}-\tau )^{2}(x-x_{0}+\tau )^{2}dx>0}
in contraddizione con l'ipotesi.